# Réseau de bus Hajdú Volán
Le réseau de bus Hajdú Volán assure le transport urbain de Balmazújváros, Berettyóújfalu, Hajdúszoboszló et une partie du réseau d'autobus de Debrecen, dans l'Est de la Hongrie. Il est exploité par la société publique Hajdú Volán.